# 6076 Плавец
6076 Плавец (6076 Plavec) — астероїд головного поясу, відкритий 14 лютого 1980 року.
Тіссеранів параметр щодо Юпітера — 3,360.